# دارشکنک حنایی
دارشِکَنَکِ حَنایی (نام علمی: Sasia abnormis) نام یک گونه از تیره دارکوب است. این پرنده در نپال، اندونزی، مالزی، میانمار، برونئی و تایلند یافت می‌شود. این پرنده در جنگل‌های مناطق گرمسیری و نیمه گرمسیری و جنگل‌های پرباران کوهستانی سکنی دارد. این گونه، یکی از کوچکترین گونه‌های دارکوب و کوچکترین گونه از خانواده دارکوب‌ها در خارج از قاره آمریکا است. طول این گونه به ۸-۱۰ سانتی‌متر و وزن آن نیز به طور متوسط در حد ۹ گرم است.